# Allonyx quadrimaculatus
Allonyx quadrimaculatus – gatunek chrząszcza z rodziny przekraskowatych.
Gatunek ten opisany został po raz pierwszy w 1802 roku przez Johanna Gottlieba Schallera pod nazwą Attelabus quadrimaculatus.
Chrząszcz o wydłużonym ciele długości od 5 do 6 mm, porośniętym rzadkim, czarnym owłosieniem. Ubarwienie ma połyskująco czarne z czerwonymi: nadustkiem, podstawami czułków, przedpleczem, nasadami ud i stopami. Istnieje też forma barwna o zaczerwienionym całym przedzie głowy oraz całkowicie żółtymi odnóżami i czułkami. Głowa ma wyłupiaste, szeroko rozstawione oczy złożone o stosunkowo słabo wykrojonych przednich brzegach. Szczytowe człony głaszczków szczękowych mają formę walcowatą. Czułki wieńczą słabo wyodrębnione buławki, uformowane przez ich trzy ostatnie człony. Przedplecze ma głęboką bruzdę biegnącą przed jego nasadą, natomiast pozbawione jest wgniecenia w części przedniej. Punktowanie pokryw rozmieszczone jest w niezbyt głębokich rzędach (rowkach).
Przekraskowaty ten zamieszkuje głównie suche lasy sosnowe, choć notowany jest też na sosnach rosnących w odosobnieniu. Pojawia się bardzo rzadko, ale jeśli już, to zwykle w większej liczbie osobników. Zarówno owady dorosłe jak i larwy spotyka się na pniach i gałęziach opanowanych przez szkodniki sosen. Występują one w szczelinach kory i pod nią oraz w żerowiskach owadów. Polują między innymi na korowca sosnowego z podrzędu pluskwiaków różnoskrzydłych.
Owad palearktyczny. Występuje głównie w południowej i środkowej części Europy (na zachód po Francję), a poza nią także w Turcji i na Cyprze. Przez Polskę przebiega północno-wschodnia granica jego zasięgu. Jest on w tym kraju bardzo rzadko spotykany. Przez cały XX wiek obserwowano go na dwóch stanowiskach: na terenie obecnego powiatu żnińskiego w 1908 roku i w Radomiu w 1996 roku. Na początku XXI wieku znaleziony został na dwóch innych stanowiskach: w Kole w 2003 roku i w powiecie słubickim w 2004 roku. W 2002 roku umieszczono go na Czerwonej liście zwierząt ginących i zagrożonych w Polsce jako gatunek zagrożony o niedostatecznie rozpoznanym statusie (DD).